# Oldroydiana
Oldroydiana is een vliegengeslacht uit de familie van de roofvliegen (Asilidae).

## Soorten
- O. calceatus (Oldroyd, 1958)
- O. stenogastrus (Loew, 1871)